# ウィーナー＝ノイシュタット島
ウィーナー＝ノイシュタット島(ウィーナー＝ノイシュタットとう、ロシア語: Остров Винер-Нёйштадт)は北極海の一部であるバレンツ海に位置するロシア連邦領ゼムリャフランツァヨシファにある島である。

## 歴史
1874年にオーストリア＝ハンガリー帝国の探検家、ユリウス・フォン・パイアーにより発見された 。オーストリアの都市ウィーナー・ノイシュタットが名前の由来。

## 地理
面積237km2。最高峰はパルナス山(620m)。

## 航空写真

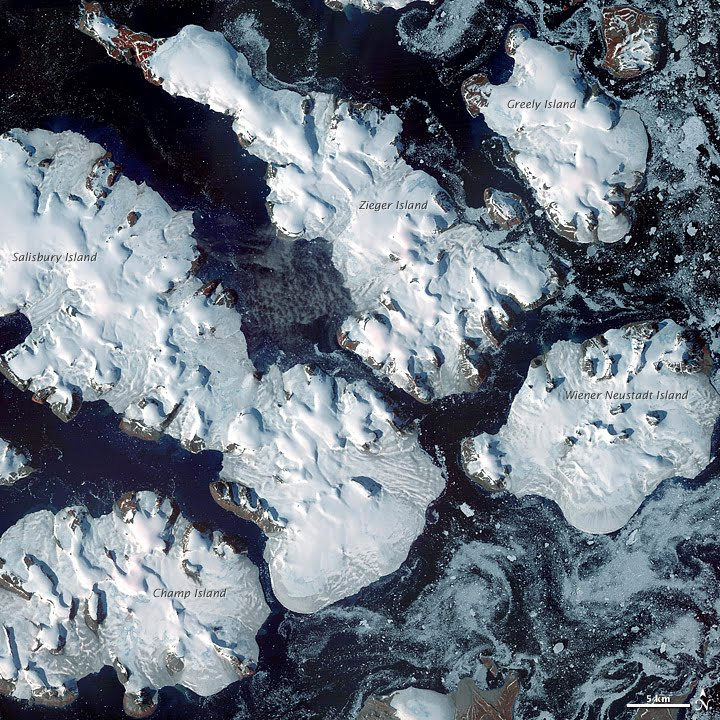
ウィーナー＝ノイシュタット島(写真右側)と周辺の島々